# Марија де Жезус
Марија де Жезус дос Сантос (порт. Maria de Jesus dos Santos; Оливал, 10. септембар 1893 — Чорујо, 2. јануар 2009) била је португалска суперстогодишњакиња која је према гинисовој књизи рекорда носила титулу најстарије живе особе на свету у периоду од 26. новембра 2008. до 2. јануара 2009. године.

## Биографија
Марија де Жезус рођена је у Оливалу, Округ Сантарем, Португалија, 10. септембра 1893. године. Удала се 1919. године за Жозеа дос Сантоса који је преминуо 1951. године, када је она имала 57 година. Имали су петоро деце.
25. јула 2005. године, након смрти 114-годишње Марије До Коуто Маје-Лопес, постала је најстарија жива особа у Португалији.
12. август 2006. године, након смрти 114-годишње Камиј Лоазо из Француске, постала је најстарија жива особа у Европи.
11. јуна 2008. године, у доби од 114 година и 275 дана, надмашила је старост Марије До Коуто Маје-Лопес (1890—2005) од 114 година и 274 дана, поставши најстарија особа која је икада живела у Португалији.
26. новембра 2008. године, након смрти 115-годишње Едне Паркер из Сједињених Америчких Држава, постала је најстарија жива особа на свету.
Марија де Жезус преминула је у Чорујоу, Сантарем, Португалија, 2. јануара 2009. године, у доби од 115 година и 114 дана.